# Zračna luka Ramsar
Zračna luka Ramsar (IATA kod: RZR, ICAO kod: OINR) smještena je pokraj gradova Ramsara i Tonekabona u sjevernom dijelu Irana odnosno pokrajini Mazandaran. Nalazi se na nadmorskoj visini od -21 m. Zračna luka ima jednu asfaltiranu uzletno-sletnu stazu dužine 1500 m, a koristi se za tuzemne letove. Vodeći zračni prijevoznik koji nudi redovne letove za Teheran-Mehrabad u ovoj zračnoj luci je Iran Aseman Airlines.

## Vanjske poveznice
- (engl.) [neaktivna poveznica]
- (engl.) DAFIF, Great Circle Mapper: RZR